# Janeiras

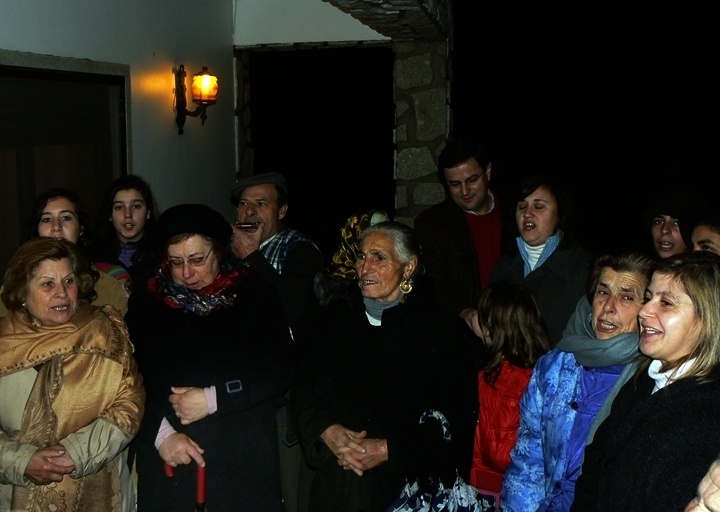
Grupo de janeireiros em Proença-a-Velha

As Janeiras  (cantar as Janeiras) é uma tradição em Portugal que consiste no cantar de músicas pelas ruas por grupos de pessoas anunciando o nascimento de Jesus, desejando um feliz ano novo. Esses grupos vão de porta em porta, pedindo aos residentes as sobras das Festas Natalícias. Hoje em dia, essas 'sobras' traduzem-se muitas vezes em dinheiro.
Ocorrem em Janeiro, começando no dia 1 e estendendo-se até dia 6, Dia de Reis ou Epifania. Hoje em dia, muitos grupos (especialmente citadinos) prolongam o Cantar de Janeiras durante todo o mês.
A tradição geral e mais acentuada, é que grupos de amigos ou vizinhos se juntem, com ou sem instrumentos (no caso de os haver são mais comuns os folclóricos: pandeireta, bombo, flauta, viola, etc.). Depois do grupo feito, e de distribuidas as letras e os instrumentos, vão cantar de porta em porta pela vizinhança.
Terminada a canção numa casa, espera-se que os donos tragam as janeiras (castanhas, nozes, maçãs, chouriço, morcela, etc. Por comodismo, é hoje costume dar-se chocolates e dinheiro, embora não seja essa a tradição).
No fim da caminhada, o grupo reúne-se e divide o resultado, ou então, comem todos juntos aquilo que receberam.
As músicas utilizadas, são por norma já conhecidas, embora a letra seja diferente em cada terra. São músicas simples, habitualmente à volta de quadras simples que louvam o Menino Jesus, Nossa Senhora, São José e os moradores que contribuíram. Tipicamente havia também algumas quadras insultuosas reservadas para os moradores que não davam as janeiras.
Nos últimos anos, celebrizou-se uma música de Zeca Afonso, intitulada «Natal dos Simples» que, como começa com a frase 'vamos cantar as janeiras...' é entendida por alguns como se fosse música de Janeiras, embora não seja uma canção de folclore.